# 麻辣教授的爭議
《麻辣教授》是洛克希·卡納賈拉吉編導的2021年印度泰米爾語電影，上映前後伴隨著諸多爭議。首先是因主演維杰住所的遭印度所得稅部（ITD）突襲搜查，以及印度人民黨的抗議而導致拍攝中斷。電影因COVID-19封鎖而延期上映，維杰親自拜託泰米爾納德邦首席部長埃達帕迪·K·帕拉尼斯瓦米後，該邦政府允許本片及即將上映的其他泰米爾電影開放100%的戲院座席；遭到醫生和社會活動人士的強烈反對後，中央政府決定不讓劇院滿員，這項舉措立即被撤銷，將開放座席縮減至50%。後來，電影的少數片段在上映前被匿名人士盜版。院線上映後不久，電影在院線上映16天後（2021年1月29日）在串流媒體平台Amazon Prime Video上線，招來戲院業主及放映商的批評。

## 印度所得稅部的突擊搜查
2020年2月5日，印度所得稅部（ITD）突襲搜查了主演維杰的住所，並詢問了他對不動產的投資是否存在逃稅行為。維杰先前從製片公司AGS娛樂繼承了不動產的投資，該公司也投資了他主演的《球神比吉爾》（2019年）。維杰在内伊韦利忙著拍片時遭到調查，因而擾亂了《麻辣教授》的拍攝工作。ITD官員從製片人安布·塞哈揚（Anbu Cheliyan）的住所沒收了近7.7億盧比，這也屬於AGS娛樂的財產。2020年3月，因《麻辣教授》的預映業務，ITD再次遭到突襲了聯合製片人兼發行人拉利特·庫馬爾（Lalit Kumar）的住所及其製作公司七幕製片室的辦公室；庫馬爾從22億盧比的利潤中分得了5億盧比的份額，所以被ITD盯上。2020年3月13日，ITD表示，搜查結果出爐，突襲期間查無不法，維杰已繳納所有稅款。ITD進一步公佈了逃稅調查的數據，顯示維杰因《球神比吉爾》收到了5億盧比，從《麻辣教授》收到了8億盧比。國會議員達亞尼迪·馬蘭指責，因維杰曾批評執政的印度人民黨（BJP），該政黨便透過ITD突襲從政治上針對維杰。

## 印度人民黨的抗議
2020年2月7日，印度人民黨成員在內維利褐煤公司（NLC）前舉行抗議，此地被劇組選為最終場面的拍攝地。黨員抗議NLC批准拍攝。雖然劇組已獲得許可，但人民黨成員聲稱此地是高度安全的地區，不是拍攝電影的地方，更威脅說，如果拍攝不停止，抗議將繼續下去。不久後，維杰的粉絲紛紛聲援他，並對該政黨的工作人員提出抗議。抗議者和粉絲在警方介入後離開現場。

## 泰米爾納德邦的戲院座位措施
印度正值COVID-19確診數攀升時期，導致戲院的座位被限制。維杰親自拜託泰米爾納德邦首席部長埃達帕迪·K·帕拉尼斯瓦米後，泰米爾納德邦政府允許戲院開放100%的座位，令片方上映本片以及即將上映的其他泰米爾電影。此後不久，印度中央政府針對泰米爾納德邦政府批准電影100%座席上映的決定發出了反對令，稱這明顯違反了內政部長只允許戲院50%座位佔用率的指導方針。許多醫生和社會活動人士也抗議電影完全開放座位的措施。不久後，泰米爾納德邦戲院的座位數被撤銷到50%，中央政府才放行營業。
在出現入座問題之前，維杰曾被放映商要求降低其電影片酬，以降低電影的預算，也能為發行商帶來利潤。最終，發行商計劃在泰米爾納德邦單獨上映《麻辣教授》，以盡可能地吸引觀眾看電影。泰米爾納德邦戲院業主協會主席蒂魯布爾·薩布拉曼尼安（Tiruppur Subramanian）聲稱，如果電影上座率達到50%，戲院可能會優先放映本片。電影上映後，金奈超過十家戲院因允許開放100%座位而違反了COVID-19安全預防措施，而遭開罰。

## 網路盜版
2021年1月12日，即上映前一天，據報導部分片段被少數匿名人士在社群媒體上洩露，引發了葉界的爭議。洛克希·卡納賈拉吉和主演馬拉維卡·莫漢南公開呼籲觀眾不要與他人分享片段，並堅決要求他們到保持相關安全預防措施的影院看電影。多名來自南印度電影界的導演、製片人和演員在此問題上支持洛克希。推特後來協助製片方找出洩露者，結果發現，一家數位公司負責將電影的副本出售給海外發行權，但一名員工涉嫌竊取了副本並洩露至網上。

## 串流媒體發行
《麻辣教授》的製片方與Amazon Prime Video合作，於2021年1月29日首映本片，即院線上映的16天後，成為最快登上串流媒體服務的泰米爾電影，這對印度電影來說尚屬首次。製片人S·澤維爾·布里托（S. Xavier Britto）雖然聲稱本片沒有在主要海外市場上映，是提前數位發行的原因，但戲院業主對此提出了反對，認為盜版網站會上傳電影的高畫質檔案，導致觀眾進場意願降低而影響票房。戲院業主要求推遲數位首映，但片方仍遵循原有的計畫；戲院業主更要求獲得10%的戲院放映分成。本片登上串流媒體後，戲院業主隨後宣布，任何電影在影院發行後三十天內不得在串流媒體服務中首映。雖然《麻辣教授》很快上線串流媒體，但影院業主仍根據粉絲的需求繼續放映電影，另一方面在於《麻辣教授》後上映的電影內容不佳且缺乏有力的宣傳，故延長本片的院線放映。

## 其他相關事件
本片在波奥纳马莱埃的一所視力障礙兒童學校進行了三天的拍攝，但這引起了對該地點工作人員的不同反應。學校協調員薩拉瓦納·潘迪安（Saravana Pandian）據報導得知，維杰會見視障學生並與之互動，但他並未如期實現，而對此感到不高興。最後，他也批評了少數劇組成員無視學生的存在，在校舍內吸煙。
2021年1月，埃格莫爾都市首席法官指示印度刑事調查部對S·澤維爾·布里托提起有關侵犯版權的初步調查報告。該法院命令來自音樂版權公司——諾維斯通訊私人有限公司（Novex Communications Private Limited）提起的訴訟。據請願方稱，2020年3月15日舉行的電影音樂發表會上播放了電影中的幾首歌曲，卻沒有從該公司的客戶之一Think Music獲得任何版權。另一項起訴由A·朗達斯（K. Rangadas）提出，理由是抄襲指控，並表示該影片的故事情節是改編自他在2017年向南印度電影作家協會（South Indian Film Writers Association）註冊的一部作品。

## 備註
1. ↑  此筆交易是在COVID-19封鎖之前所敲定[15]，在電影推遲至2021年1月13日之後，該交易後來修改為15.83億盧比[16]。